# Erika Böhm-Vitense
Erika Böhm-Vitense, née le 3 juin 1923 à Curau et morte le 21 janvier 2017 à Seattle, est une astronome connue pour son travail sur les variables céphéides et les atmosphères stellaires. Elle a reçu son doctorat de l'université de Kiel en 1951 et est professeur émérite à l'Université de Washington. En 1965, le prix d'astronomie Annie J. Cannon lui est décerné par l'Union américaine d'astronomie.
Elle est l'auteur de trois volumes d'introduction à l'astrophysique qui sont parus pour la première fois en 1989.